# Sachsenkeule

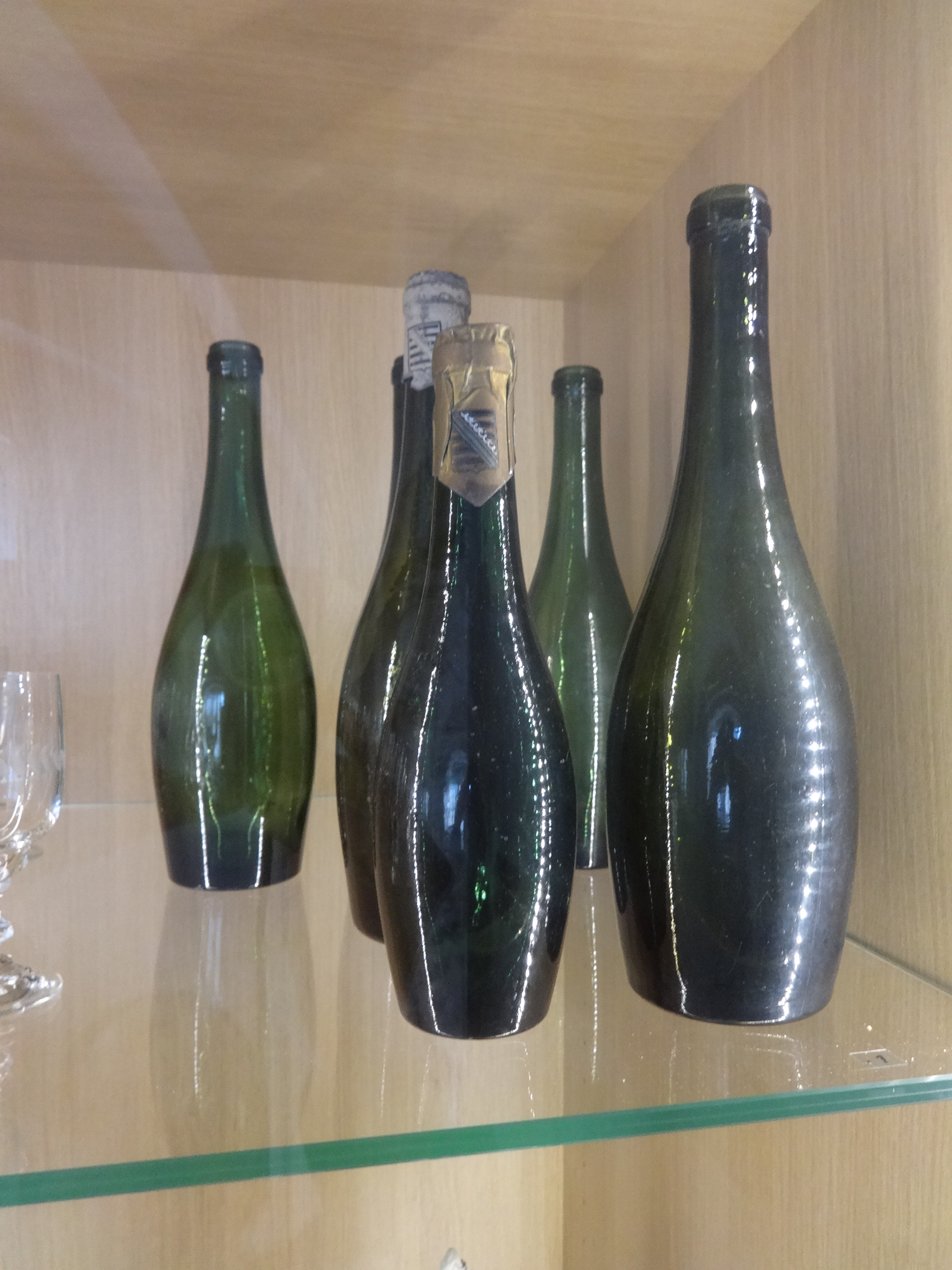
Weinflaschen „Sachsenkeule“ aus den Jahren 1931 bis 1994

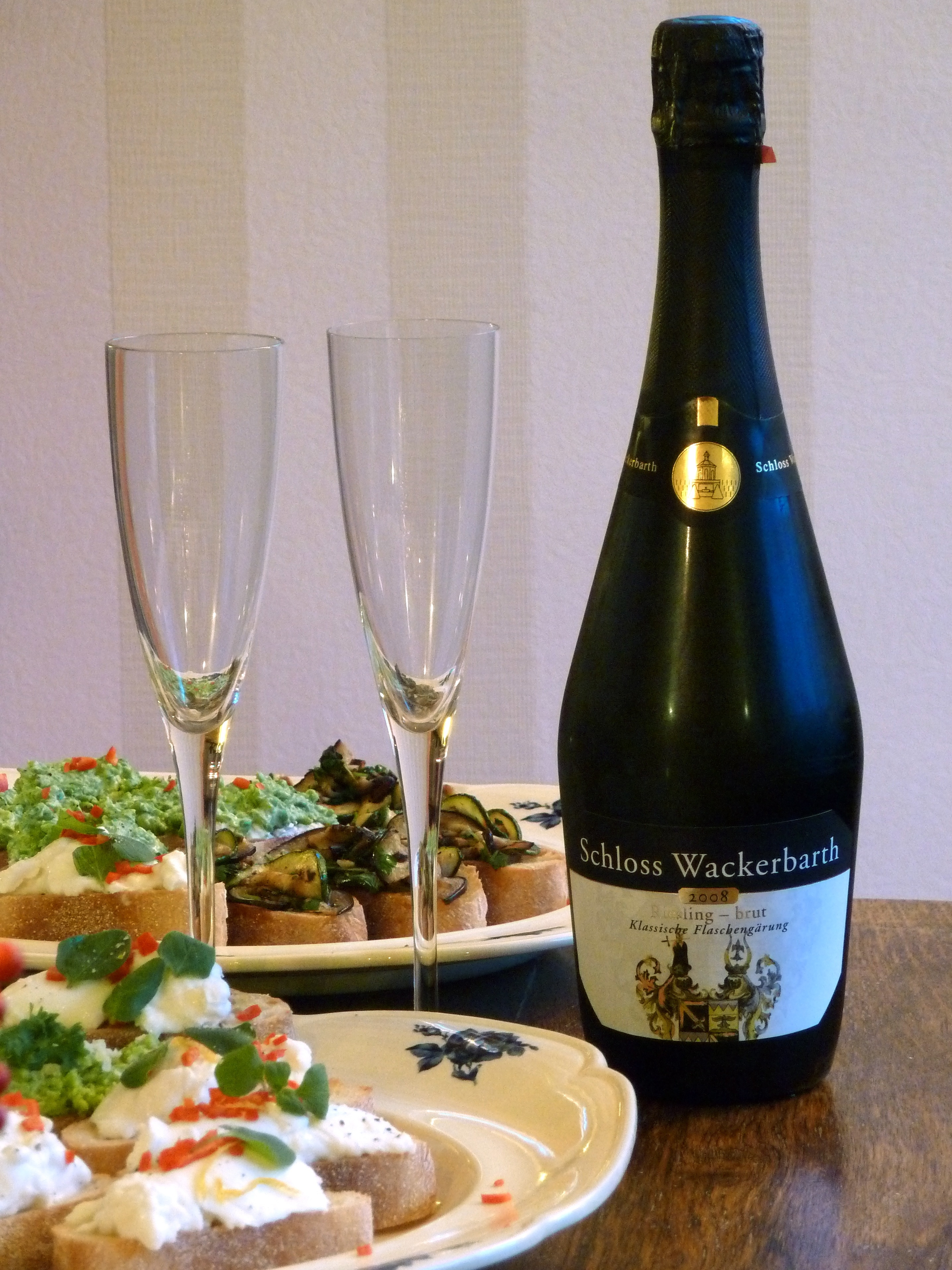
Sachsenkeule von Schloss Wackerbarth

Die Sachsenkeule (auch Sachsenflasche) ist eine keulenförmige Weinflasche für sächsische Qualitätsweine, die ausschließlich im Weinbaugebiet Sachsen verwendet wird.

## Geschichte
Erfunden wurde die Sachsenkeule im Weingut Hoflößnitz in Oberlößnitz, heute Stadtteil von Radebeul. Unter der Leitung des Önologen Carl Pfeiffer, der nach der dortigen Reblauskatastrophe ab 1913 den Weinanbau in der Lößnitz wiederbelebte, wurde 1931 die keulenförmige Flasche als Markenzeichen für den Wein der Hoflößnitz entwickelt. Ursprünglich wurde sie aus grünem Glas angefertigt. Die Sachsenkeule sollte als typisches Erkennungszeichen dienen, ähnlich dem für fränkischen Wein typischen Bocksbeutel. Bereits nach kurzer Zeit wurden jedoch die Nachteile der Flasche deutlich. Durch die bauchige Form hat die liegende Flasche nur eine sehr geringe Auflagefläche und ist daher beim Transport auch deutlich zerbrechlicher als die gewöhnliche Weinflasche, außerdem ist die Standfestigkeit geringer. Dies führte dazu, dass sich die Sachsenkeule auf dem Markt nicht behaupten konnte.
In den 1990er Jahren wurde die Sachsenkeule durch den Weinbauverband Sachsen wieder eingeführt und gilt seither wieder als Markenzeichen für rein sächsischen Wein. Neben Wein wird heute auch Sekt aus dem Staatsweingut Schloss Wackerbarth in Sachsenkeulen angeboten. Diese werden aus braunem und nicht wie die ursprünglichen Flaschen aus grünem Glas angefertigt.